# Mondot (Garonne)
Der Mondot ist ein kleiner Fluss im Südwesten von Frankreich, der im Département Lot-et-Garonne der Region Nouvelle-Aquitaine östlich der Stadt Agen verläuft.

## Geografie

### Verlauf
Der Mondot entspringt unter dem Namen Ruisseau de Saint-Denis im nördlichen Gemeindegebiet von Bon-Encontre, entwässert generell Richtung Südwest durch die Landschaft des Agenais und mündet nach rund 15 Kilometern an der Gemeindegrenze von Boé und Agen als rechter Nebenfluss in die Garonne. Auf seinem Weg quert der Mondot den Garonne-Seitenkanal und die Bahnstrecke Bordeaux–Sète sowie die abzweigende Bahnstrecke Bon-Encontre–Vic-en-Bigorre.

### Orte am Fluss
(Reihenfolge in Fließrichtung)
- Féréol, Gemeinde Bon-Encontre
- Cassou, Gemeinde Bon-Encontre
- Maine du Prat, Gemeinde Bon-Encontre
- Gaillardet, Gemeinde Castelculier
- Bon-Encontre
- Gardés, Gemeinde Boé
- Agen

## Sehenswürdigkeiten
- Château de Castelnoubel, Schloss mit Ursprüngen aus dem 13. Jahrhundert am Flussufer in Bon-Encontre – Monument historique[4]